# Pershing Square (Metro de Los Ángeles)
Pershing Square es una estación subterránea en la línea D y la línea B del Metro de Los Ángeles y es administrada por la Autoridad de Transporte Metropolitano del Condado de Los Ángeles. La estación se encuentra localizada cerca de Pershing Square en el centro de Los Ángeles, California en 500 South Hill Street.  Es también servida por la línea Plata (BRT).

## Atracciones
- Pershing Square
- U.S. Bank Tower
- Historic Core/Broadway
- Jewelry District
- Angels Flight
- Grand Central Market
- Hilton Checkers Hotel
- Library Tower
- Millennium Biltmore Hotel
- Omni Los Angeles Hotel
- Richard J. Riordan Central Library
- Title Guarantee and Trust Company Building

## Bus connections
Servicios del Metro
Metro Local: 2, 4, 10, 14, 16, 18, 28, 30, 33, 37, 38, 40, 42, 45, 48, 53, 55, 62, 70, 71, 76, 78, 79, 81, 83, 90, 91, 92, 94, 96, 302, 316, 355, 378
- Metro Express: 460, 487, 489
- Metro Rapid: 720, 728, 730, 740, 745, 770, 794
- Metro Liner: Línea Plata (sentido norte solamente)

Otros servicios locales
Foothill Transit: 481*, Silver Streak
- LADOT Commuter Express: 413*, 419*
- LADOT DASH: B, C, D, DD (fines de semana solamente)
- Montebello Transit: 40, 50, 341*, 342*, 343*
- Orange County Transportation Authority: 701*, 721*
- Torrance Transit: 1, 2

Nota: * indica que el servicio de cercanías opera sólo durante las horas pico entre semana.